# Campionati mondiali di bob 2005
I Campionati mondiali di bob 2005, cinquantatreesima edizione della manifestazione organizzata dalla Federazione Internazionale di Bob e Skeleton, si sono disputati dal 18 al 27 febbraio 2005 a Calgary, in Canada, sulla Pista del Canada Olympic Park, il tracciato sul quale si svolsero le competizioni del bob e dello slittino ai Giochi di Calgary 1988 e la rassegna iridata maschile del 1996 e femminile del 2001. La località canadese ha ospitato quindi le competizioni iridate per la seconda volta nel bob a due uomini e donne e nel bob a quattro.
L'edizione ha visto prevalere nel medagliere la Germania che ha conquistato due medaglie d'oro sulle tre disponibili. I titoli sono stati infatti conquistati nel bob a quattro da André Lange, René Hoppe, Kevin Kuske e Martin Putze, nella gara femminile dalle connazionali Sandra Kiriasis, e Anja Schneiderheinze, mentre la prova del bob a due uomini ha visto il successo dell'equipaggio canadese composto da Pierre Lueders e Lascelles Brown.

Anche questa edizione dei mondiali, come ormai da prassi iniziata nella rassegna di Schönau am Königssee 2004, si è svolta contestualmente a quella di skeleton.

## Risultati

### Bob a due uomini
La gara si è svolta il 17 e il 18 febbraio 2005 nell'arco di quattro manches ed hanno preso parte alla competizione 37 compagini in rappresentanza di 23 differenti nazioni. Campioni uscenti erano i canadesi Pierre Lueders e Giulio Zardo, con Lueders che ha riconfermato il titolo stavolta in coppia con Lascelles Brown. La medaglia d'argento è stata vinta dai tedeschi André Lange e Kevin Kuske, già iridati due anni prima a Lake Placid 2003 e bronzo nell'edizione del 2004, mentre sul terzo gradino del podio è salita la coppia elvetica composta da Martin Annen e Beat Hefti, al loro secondo bronzo mondiale di specialità dopo quello ottenuto a Sankt Moritz 2001.
| Pos. | Atleti                             | Nazione     | Tempo   | Distacco |
| ---- | ---------------------------------- | ----------- | ------- | -------- |
|      | Pierre Lueders Lascelles Brown     | Canada      | 3:39.38 |          |
|      | André Lange Kevin Kuske            | Germania    | 3:39.52 | +0.14    |
|      | Martin Annen Beat Hefti            | Svizzera    | 3:39.70 | +0.32    |
| 4    | Ivo Rüegg Cédric Grand             | Svizzera    | 3:39.76 | +0.38    |
| 5    | René Spies Franz Sagmeister        | Germania    | 3:39.94 | +0.56    |
| 6    | Aleksandr Zubkov Dmitrij Stëpuškin | Russia      | 3:40.43 | +1.05    |
| 7    | Lee Johnston Dan Humphries         | Regno Unito | 3:40.44 | +1.06    |
| 8    | Daniel Schmid Thomas Lamparter     | Svizzera    | 3:40.46 | +1.08    |
| 9    | Mike Kohn Alex Sprague             | Stati Uniti | 3:40.80 | +1.42    |
| 10   | Simone Bertazzo Giorgio Morbidelli | Italia      | 3:40.92 | +1.54    |

### Bob a due donne
La gara si è svolta il 25 e il 26 febbraio nell'arco di quattro manches ed hanno preso parte alla competizione 23 compagini in rappresentanza di 13 differenti nazioni. Campione uscente era l'equipaggio tedesco composto da Susi Erdmann e Kristina Bader, giunto ottavo al traguardo ma con Annegret Dietrich al posto della Bader, e il titolo è stato pertanto conquistato dalle connazionali Sandra Kiriasis e Anja Schneiderheinze-Stöckel, già argento nella precedente edizione di Schönau am Königssee 2004; al secondo posto si sono piazzate le britanniche Nicola Minichiello e Jackie Davies, prima medaglia mondiale per loro e in assoluto per la Gran Bretagna nel bob donne, davanti alle statunitensi Shauna Rohbock e Valerie Fleming, anch'esse al loro primo podio iridato.
| Pos. | Atleti                                       | Nazione     | Tempo   | Distacco |
| ---- | -------------------------------------------- | ----------- | ------- | -------- |
|      | Sandra Kiriasis Anja Schneiderheinze-Stöckel | Germania    | 3:43.01 |          |
|      | Nicola Minichiello Jackie Davies             | Regno Unito | 3:43.29 | +0.28    |
|      | Shauna Rohbock Valerie Fleming               | Stati Uniti | 3:43.73 | +0.72    |
| 4    | Sabina Hafner Katharina Sutter               | Svizzera    | 3:44.26 | +1.25    |
| 5    | Jean Prahm Vonetta Flowers                   | Stati Uniti | 3:44.28 | +1.27    |
| 6    | Gerda Weissensteiner Jennifer Isacco         | Italia      | 3:44.39 | +1.38    |
| 6    | Jill Bakken Amanda Moreley                   | Stati Uniti | 3:44.39 | +1.38    |
| 8    | Susi Erdmann Annegret Dietrich               | Germania    | 3:44.42 | +1.41    |
| 9    | Eline Jurg Christel Bertens                  | Paesi Bassi | 3:44.52 | +1.51    |
| 10   | Cathleen Martini Janine Tischer              | Germania    | 3:44.89 | +1.88    |

### Bob a quattro
La gara si è svolta il 26 e il 27 febbraio nell'arco di quattro manches ed hanno preso parte alla competizione 25 compagini in rappresentanza di 18 differenti nazioni. Campione mondiale in carica era il quartetto tedesco composto da André Lange, Udo Lehmann, Kevin Kuske e René Hoppe, che si è riconfermato campione anche in questa occasione ma con Martin Putze al posto di Lehmann. Al secondo posto è giunto l'equipaggio russo guidato da Aleksandr Zubkov con i compagni Sergej Golubev, Aleksej Selivërstov e Dmitrij Stëpuškin, già bronzo nell'edizione di Lake Placid 2003 con gli stessi componenti, mentre sul terzo gradino del podio è salita la formazione canadese composta da Pierre Lueders, Ken Kotyk, Morgan Alexander e Lascelles Brown con Lueders al suo secondo bronzo nella specialità dopo quello vinto a Cortina d'Ampezzo 1999.
| Pos. | Atleti                                                                | Nazione     | Tempo   | Distacco |
| ---- | --------------------------------------------------------------------- | ----------- | ------- | -------- |
|      | André Lange René Hoppe Kevin Kuske Martin Putze                       | Germania    | 3:34.53 |          |
|      | Aleksandr Zubkov Sergej Golubev Aleksej Selivërstov Dmitrij Stëpuškin | Russia      | 3:34.83 | +0.30    |
|      | Pierre Lueders Ken Kotyk David Bissett Lascelles Brown                | Canada      | 3:34.86 | +0.33    |
| 4    | Martin Annen Andi Gees Beat Hefti Cédric Grand                        | Svizzera    | 3:34.88 | +0.35    |
| 5    | Todd Hays Pavle Jovanovic Bill Schuffenhauer Steve Mesler             | Stati Uniti | 3:35.45 | +0.92    |
| 6    | Ralph Rüegg Thomas Lamparter Christian Aebli Elmar Schaufelberger     | Svizzera    | 3:35.85 | +1.32    |
| 7    | Matthias Höpfner Marc Kühne Andreas Barucha Stefan Barucha            | Germania    | 3:35.87 | +1.34    |
| 8    | Steven Holcomb Ben Fogel Jason Ross Lorenzo Smith III                 | Stati Uniti | 3:36.49 | +1.96    |
| 9    | Jānis Miņins Mārcis Rullis Ainārs Podnieks Jānis Ozols                | Lettonia    | 3:36.50 | +1.97    |
| 10   | Evgenij Popov Pëtr Makarčuk Filipp Egorov Aleksej Andrjunin           | Russia      | 3:36.59 | +2.06    |

## Medagliere
| Posizione | Nazione     | Oro | Argento | Bronzo | Totale |
| --------- | ----------- | --- | ------- | ------ | ------ |
| 1         | Germania    | 2   | 1       | 0      | 3      |
| 2         | Canada      | 1   | 0       | 1      | 2      |
| 3         | Regno Unito | 0   | 1       | 0      | 1      |
| 3         | Russia      | 0   | 1       | 0      | 1      |
| 5         | Stati Uniti | 0   | 0       | 1      | 1      |
| 5         | Svizzera    | 0   | 0       | 1      | 1      |
| Totale    | Totale      | 3   | 3       | 3      | 9      |